# كينيتشي كاغا
كينيتشي كاغا (باليابانية: 加賀 健一) (30 سبتمبر 1983 في أكيتا في اليابان – )؛ هو لاعب كرة قدم ياباني سابق كان يلعب كمدافع.

## وصلات خارجية
- كينيتشي كاغا على موقع رابطة كرة القدم اليابانية للمحترفين (اليابانية)
- كينيتشي كاغا على موقع إي إس بي إن إف سي (الإنجليزية)
- كينيتشي كاغا على موقع قاعدة بيانات كرة القدم.إي يو (الإنجليزية)
- كينيتشي كاغا على موقع Soccerway.com (الإنجليزية)
- كينيتشي كاغا على موقع عالم كرة القدم.نت (الإنجليزية)
- كينيتشي كاغا على موقع كووورة